# Eichstedt (Altmark)
Eichstedt (Altmark) est une commune allemande de l'arrondissement de Stendal, Land de Saxe-Anhalt.

## Géographie
Eichstedt à l'est de l'Altmark se situe sur la rive droite de l'Uchte.
La commune comprend les quartiers de Baben, Baumgarten, Eichstedt (Altmark), Lindtorf et Rindtorf.
| Rochau  | Goldbeck  | Hohenberg-Krusemark |
|         | Eichstedt | Arneburg            |
| Stendal |           | Hassel              |

Eichstedt se trouve sur la ligne de Magdebourg à Wittenberge.

## Histoire
Eichstedt, village créé à l'origine sous la forme de Rundling, est mentionné pour la première fois en 1204 et 1225.
En janvier 1998, Eichstedt prend le nom d'Eichstedt (Altmark).
Grâce à un accord de changement de zone, les conseils municipaux de Baben (le 27 janvier 2009), Eichstedt (le 11 février 2009) et Lindtorf (le 29 janvier 2009) décident que leurs communes seraient dissoutes et deviendraient une nouvelle commune du nom d'Eichstedt (Altmark). Cet accord entre en vigueur en janvier 2010.

## Personnalités liées à la commune
- Gustav Nachtigal (1834-1855), explorateur

## Source, notes et références
- (de) Cet article est partiellement ou en totalité issu de l’article de Wikipédia en allemand intitulé « Eichstedt (Altmark) » (voir la liste des auteurs).